# Thomisus madagascariensis pallidus
Thomisus madagascariensis pallidus is een spinnenondersoort in de taxonomische indeling van de krabspinnen (Thomisidae).
Het dier behoort tot het geslacht Thomisus. De wetenschappelijke naam van de soort werd voor het eerst geldig gepubliceerd in 1957 door Comellini.